# Oms (Pyrénées-Orientales)
Oms er en by og kommune i departementet Pyrénées-Orientales i Sydfrankrig.

## Geografi
Oms ligger 32 km sydvest for Perpignan. Nærmeste byer er mod sydvest Taillet (4 km), mod nordvest Calmeilles (4 km) og mod øst Llauro (6 km).

## Demografi

### Udvikling i folketal
| 1962                                                              | 1968 | 1975 | 1982 | 1990 | 1999 | 2007 | 2012 | 2017 |
| ----------------------------------------------------------------- | ---- | ---- | ---- | ---- | ---- | ---- | ---- | ---- |
| 177                                                               | 160  | 165  | 225  | 228  | 268  | 275  | 326  | 333  |
| Tal fra og med 1962 er uden dobbelttælling (sans doubles comptes) |      |      |      |      |      |      |      |      |